# Teinoptera olivina
Teinoptera olivina là một loài bướm đêm thuộc họ Noctuidae. Nó được tìm thấy ở Maroc, Tây Ban Nha, Pháp, Thụy Sĩ, Ý, Áo, Yugoslavia, Macedonia, România, Bulgaria, Albania, Hy Lạp, Thổ Nhĩ Kỳ, Algérie, Tunisia, Arabia và Saudi-Arabia.
Con trưởng thành bay từ tháng 5 đến tháng 7.
Ấu trùng ăn các loài Dianthus và Acantholiman

## Phụ loài
- Teinoptera olivina olivina
- Teinoptera olivina deliblatica (Đông Âu)
- Teinoptera olivina pseudoliva (Thổ Nhĩ Kỳ)